# Departamento de Valle
Valle es un departamento de Honduras. Su cabecera departamental es Nacaome. Se encuentra al suroeste del país, cerca del puesto aduanero y migratorio de "El Amatillo" en la frontera con la República de El Salvador.

## Historia
El territorio que compone este departamento, en la primera División Política Territorial de 1825, pertenecía parte al departamento de Comayagua y parte a Choluteca. En 1869 al crearse el departamento de La Paz, parte le perteneció a La Paz y parte a Choluteca. Este territorio fue asignado para crear un nuevo Departamento con el nombre de "Victoria" el 15 de julio de 1872 siendo presidente de la República Doctor Céleo Arias; sin embargo menos de dos años después, el 29 de abril de 1874 el gobierno de turno lo suprimió

Esta disolución le costó la pérdida del territorio que ocupa el municipio de Pespire que se incorporó a Choluteca en 1879. 
La creación definitiva de Valle fue el 11 de julio de 1893 siendo presidente constitucional el General Domingo Vásquez, dándole ese nombre, en honor del Prócer Licenciado José Cecilio del Valle. 

### Aspectos generales
- ORIGEN DE SU NOMBRE: Para perpetuar el nombre del Sabio hondureño José Cecilio del Valle y como atributo a sus virtudes y a sus trabajos en beneficio de la comunidad, el nuevo departamento lleva el nombre de "VALLE".

La capital departamental es Nacaome. El territorio colinda al oeste con El Salvador, al suroeste con el Golfo de Fonseca al norte con Francisco Morazán y La Paz; el clima de esta zona es conocida por ser muy caliente en verano y lluvioso en invierno. El departamento tiene un área superficial de 1,665 km² y una población estimada de 160,346 habitantes en 2005.
- SITUACIÓN: El departamento de Valle está situado en la parte Sur de la República.

- INDUSTRIA: Su industria consiste en la manufacturación de artículos de los productos agropecuarios, como también la manufacturación de sal, aquí está localizado el único puerto que tiene Honduras al sur en el Pacífico, Boca de Henecan, San Lorenzo.

- LIMITES: Al norte, departamentos La Paz y Francisco Morazán; al sur, Golfo de Fonseca; al Este, departamento de Choluteca y al oeste, República de El Salvador.

- VALLES: Valle Goascorán y los Llanos: San Rafael, El Corcovado, San Lorenzo, El Coyol y El Alto de los Toros.

- MONTAÑAS: Puede decirse que no tiene montañas, pues el rama que se desprende de la Cordillera principal de Lepaterique con Dirección Sur, forma las montañas de Azacualpa (Curaren) que va a morir con la montaña de Manzanilla al norte de Langue, después no se encuentra más que cerros, siendo el más elevado el de Moropocay, casi al norte de la ciudad de Nacaome; se extiende de Oriente a Occidente entre Morolica y Coray. Su cuna recibe el nombre de Agua Blanca.

- Orografía:

Nacaome, nace al sur de la montaña de Lepaterique, con el nombre de Río Grande de Reitoca cerca de Choluteca, recogiendo las aguas del Río Moramulca, pasa cerca de Pespire, uniéndose al Río Chiquito, penetra en el departamento de Valle. En donde aumenta con los ríos Goascorán, nace en las montañas de Rancho Chiqu -lamento de La Paz, toma rumbo Sur, luego es conocido con el nombre de Río San Juan hasta la costa, donde se llama Goascorán, desemboca en el Golfo de Fonseca y sirve de límite entre Honduras y El Salvador. También están ríos Guasirope, Simisirán , Laure, Aramecina(apasapo) y Solubre.
- Islas:

El parque nacional marino Archipiélago del Golfo de Fonseca, es un área ubicada entre la porción marítima de los municipios de Amapala y Alianza, en el departamento de Valle. Tiene una extensión de 4,057 hectáreas y es una zona de anidamiento de una gran variedad de aves nativas y migratorias. Forman parte de este archipiélago las Islas: Garrobo, San Carlos, Exposición, Violín, Sirena, Comandante, El Padre, Las Almejas, Los Pájaros, Pacar, Coyote, Inglesera, Conejo, Zacate Grande y El Tigre, siendo estas dos últimas las más grandes. 
Desde el muelle de Coyolito, se puede disfrutar de un recorrido en lancha por esta zona, que normalmente dura 2 horas. En Amapala hay varios hoteles, restaurantes, casas de huéspedes y playas que se pueden disfrutar como parte del ecoturismo en esta región. 
Además de disfrutar del paisaje de estas islas, de sus cuevas y los extraordinarios celajes de los atardeceres golfinos, también existen diversas posibilidades para degustar crustáceos, moluscos y mariscos propias de Pacífico hondureño. 
Desde Amapala igualmente se puede navegar a las playas de Punta Ratón, Cedeño (de octubre a noviembre en estos dos lugares se liberan las tortugas Golfitas recién nacidas), Las Gaviotas o Delgaditos. O también se pueden visitar los atractivos manglares de las bahías de San Lorenzo y Chismuyo. La pesca deportiva es practicada por muchos turistas que visitan la zona.

## Diputados
El departamento de Valle tiene una representación de 4 diputados en el Congreso Nacional de Honduras.
| Diputado          | Partido                |
| ----------------- | ---------------------- |
| José Zambrano     | Partido Nacional       |
| Marcos Velásquez  | Partido Nacional       |
| José Saavedra     | Partido Liberal        |
| Fabricio Sandoval | Libertad y Refundación |

## División administrativa

### Municipios
1. Nacaome
2. Alianza
3. Amapala

1. Aramecina
2. Caridad
3. Goascorán
4. Langue
5. San Francisco de Coray
6. San Lorenzo